# Willem Royaardsplein
Het Willem Royaardsplein is een plein in het Benoordenhout in Den Haag. De bouw van het plein was in 1967 voltooid. Het is vernoemd naar de Nederlandse acteur Willem Royaards.

## Geschiedenis

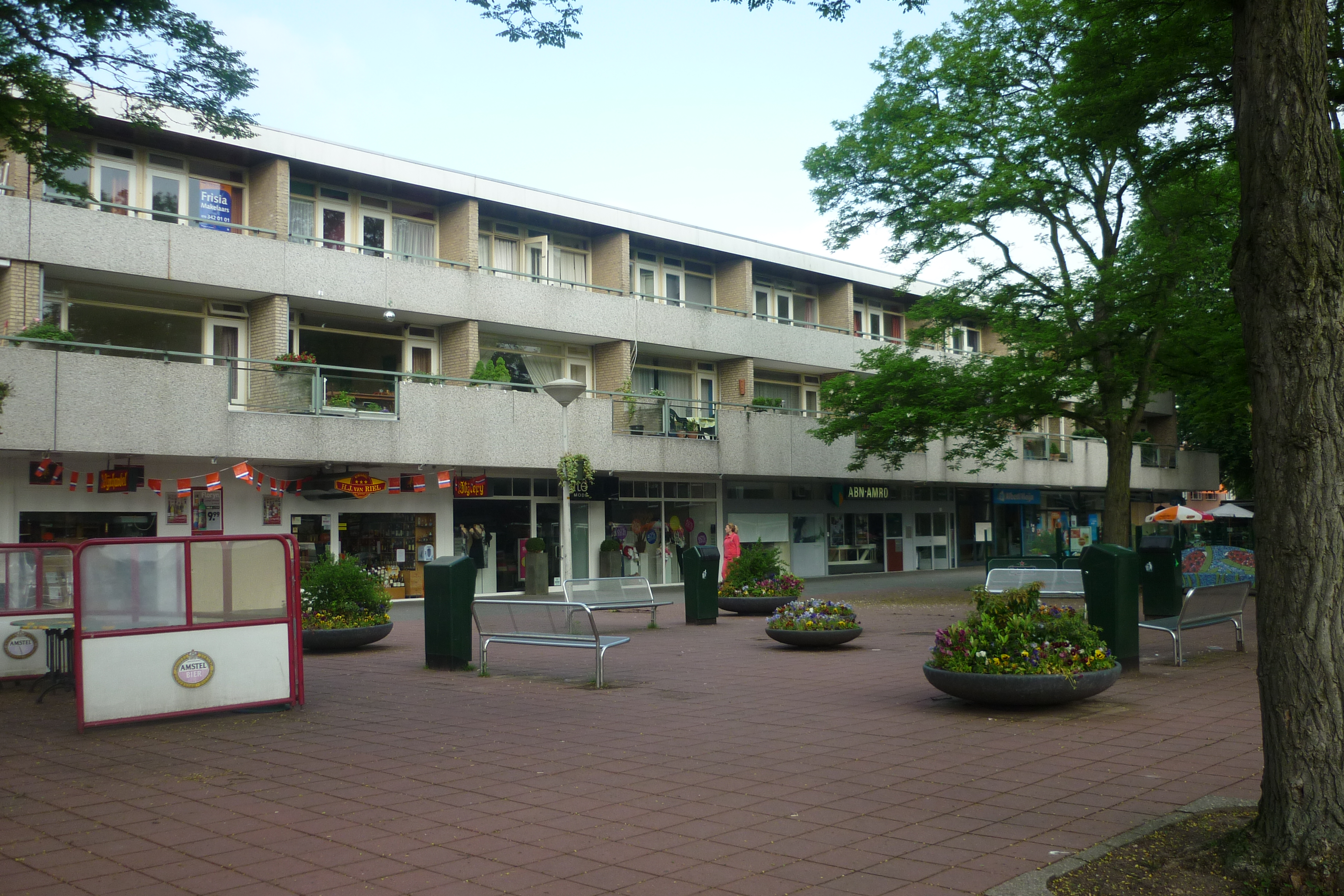

Tussen Wassenaar en Den Haag en tussen de duinen en het Haagse Bos ligt het Benoordenhout. Vroeger lag daar de Benoordenhoutse polder. Er lagen landgoederen zoals Clingendael, Arendsdorp, Oostduin, en Waalsdorp. Het grootste deel van het grondgebied behoorde aan Wassenaar en slechts een klein deel aan Den Haag. In 1863 werd daarop de Haagse Diergaarde gebouwd en rond de eeuwwisseling werd het Nassaukwartier aangelegd.
Arendsdorp, Oostduin en Waalsdorp waren bezit van de familie Van Bylandt. Na forse belastingverhogingen verkochten zij een deel van het land aan de gemeente, onder voorwaarde dat er alleen huizen zouden worden gebouwd. In 1915 kwam er toch een kantoor, van de Nederlandsch-Indische Spoorwegen. In 1916 volgde het hoofdkantoor van de Bataafsche Import Maatschappij, een onderdeel van Shell. Beide kantoren werden weliswaar in de stijl van een huis gebouwd, maar waren veel groter. In die tijd stond het Shellgebouw er alleen, er stonden nog geen 'gewone' huizen.
In 1930 werd de Van Alkemadelaan doorgetrokken tot de Waalsdorperweg, en in 1938 zelfs helemaal tot Scheveningen. De Tweede Wereldoorlog onderbrak de stadsuitbreiding, maar daarna werd aan de Wassenaarse kant van de Van Alkemadelaan verder gebouwd.

## Winkelcentrum

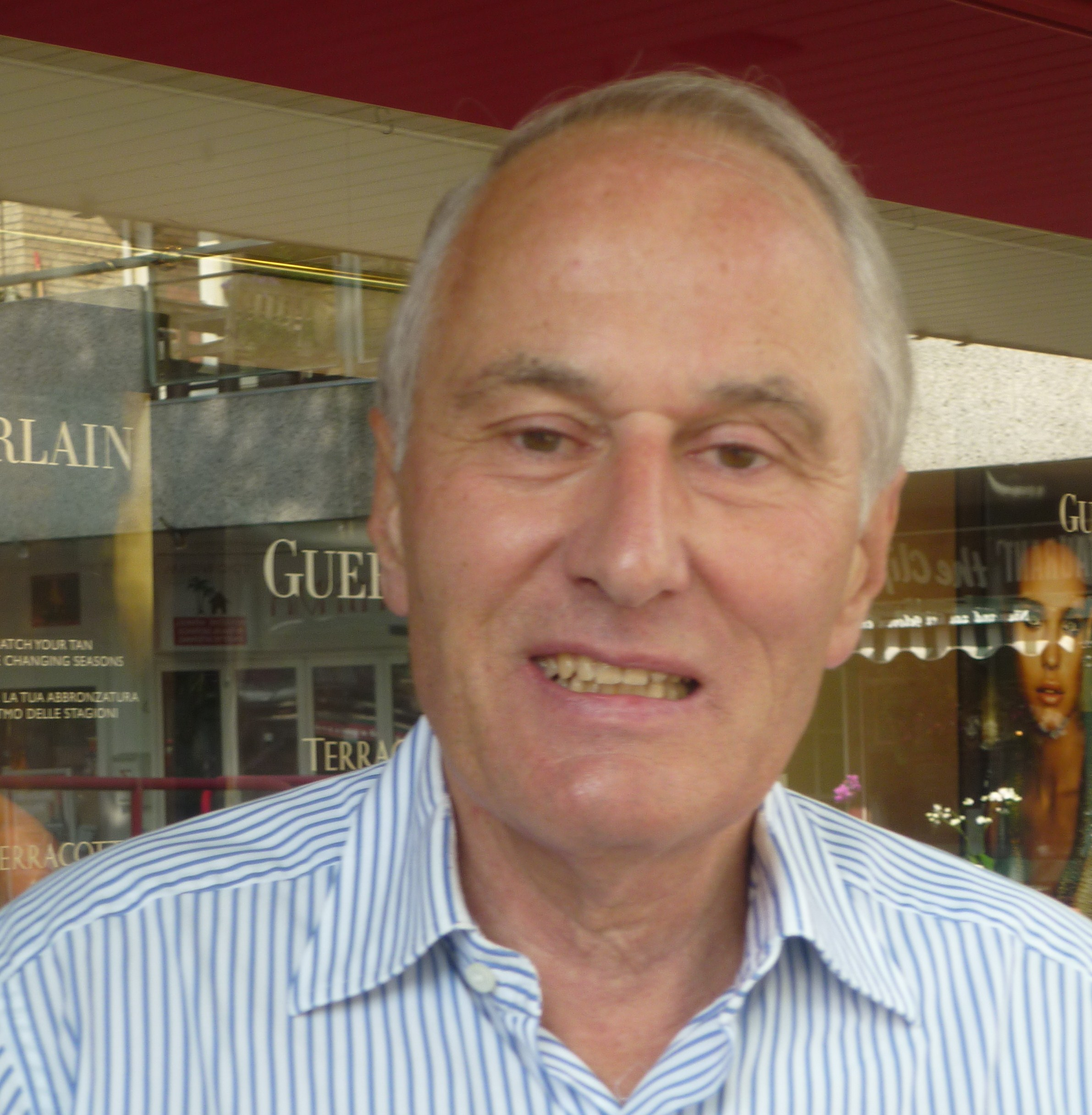
Rob Valentin

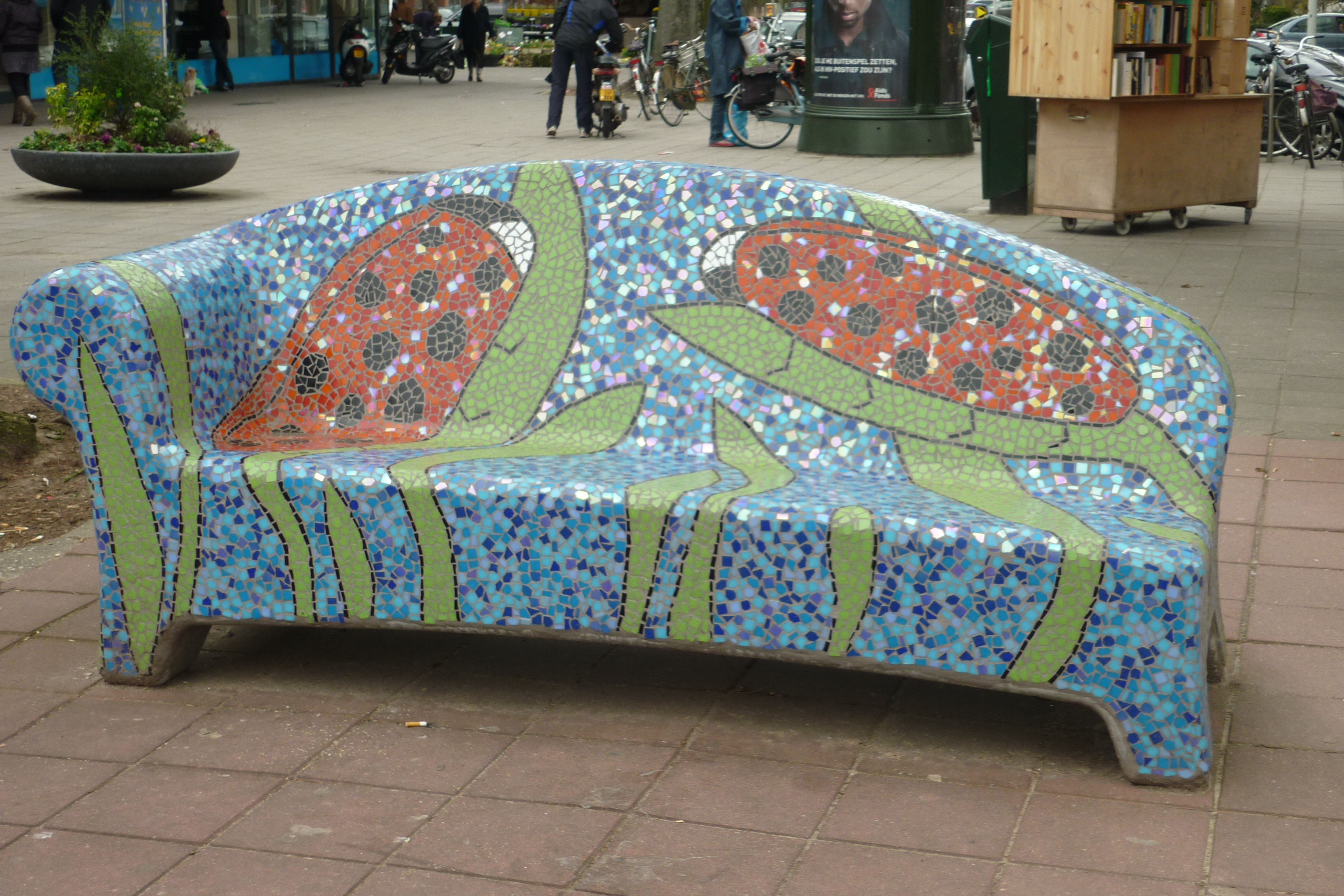
Socialsofa

In mei 1979 werd het Willem Royaardsplein opgeleverd. Het plein is een rechthoekig wandelgebied, aan drie kanten omgeven door ongeveer twintig winkels en enkele restaurants op de begane grond, met daarboven maisonnettes van twee verdiepingen. Aan de kant van de Theo Mann Bouwmeesterlaan staan een viskraam en een bloemenkiosk, op het plein staat een Turkse dönerkiosk, die staan allen op gemeentegrond.
Op het plein is 1 terras en acht bomen. In 2015 is het plein opnieuw ingericht na inspraak van de bewoners. Er is geen verkeer.
In de omgeving van het plein zijn meerdere serviceflats dus er komen veel ouderen naar het plein. Het wordt daarom ook wel de Place des Invalides genoemd. Tot voor kort was de internationale afdeling van het Nederlandsch Lyceum in deze buurt gevestigd, en kwamen er ook veel scholieren. De school is verhuisd en het gebouw is afgebroken. Er komen ook veel klanten uit andere wijken naar het plein, waar bus 20 op de Theo Mann-Bouwmeesterlaan (richting Duinzigt), nabij het plein, zijn eindpunt heeft.
De enige winkel die er sinds 1979 nog was, was de parfumerie van Rob Valentin. Hij meldde dat nog nooit een winkel failliet is gegaan, hoewel de eerste jaren niet gemakkelijk waren, omdat het winkelcentrum toen nog erg afgelegen lag. Maar in 2015 werd zijn plaats overgenomen door Ahold-dochter Etos. In het begin waren er twee filialen van banken gevestigd (ABN en Amro), deze zijn samengegaan in ABN Amro. Een paar jaar later werd een filiaal van Albert Heijn aan het plein gevestigd. Dit filiaal trekt veel bezoekers naar het plein en werd vooral in 2008 fors uitgebreid. Voor de toekomst wordt verdere uitbreiding van AH en aanpassing van de parkeervoorzieningen verwacht.
Alle winkelpanden zijn huurpanden; de maisonnettes zijn koopobjecten van 120m².

## Social sofa
Midden op het plein staat de eerste Socialsofa van het Benoordenhout. Deze werd door 44 leerlingen van de Bernardusschool beplakt met 2500 mozaïeksteentjes, naar ontwerp van Jendrick Dorant, en werd op 6 maart 2008 door wethouder Marnix Norder aan de wijk aangeboden. Op 13 maart was hij op het Royaardsplein geplaatst en werd hij door een bestuurslid van de wijkvereniging onthuld.
De Bernardusschool heeft een vernieuwd schoolgebouw, vlak bij het Willem Royaardsplein.